# Damien Top
Damien Top (* 13. Juli 1963 in Rouen) ist ein französischer Tenor und Komponist.
Er gehört dem Direktionskomitee der Lotte Lehmann Foundation (USA) an, ist wissenschaftlicher Mitarbeiter der Istituto Judaica di Barletta (Bibliotheca della Memoria), ist Vorsitzender der Association des Amis de Claude Delvincourt sowie des im Jahr 1992 von ihm gegründeten „Centre International Albert-Roussel“ und ist künstlerischer Leiter des Festival International Albert-Roussel.

## Leben
Damien Top ist der Sohn der Dichterin Andrée Brunin. Nach dem Studium der Geisteswissenschaften in Lille schloss er an der Universität Paris X Nanterre den Studiengang Deutsche Sprache und Kulturgeschichte mit einem Diplom ab und beschäftigte sich gleichzeitig am Staatlichen Musikkonservatorium der Region Lille (Conservatoire National de Région de Lille) mit darstellenden Künsten und der Musik. An der Staatlichen Musikhochschule in Paris (Conservatoire National Supérieur de Musique de Paris) belegte er die Klasse von Nicole Broissin (Atelier Lyrique – Opérette) und nahm Unterricht bei Isabelle Aboulker (Solfège) und Rémy Corazza (Stimmbildung). Damien Top arbeitete ebenfalls mit Galina Vichnievskaïa, Jacques Herbillon und Jean-Christophe Benoit und machte sich bei Michel Quéval und Sergiu Celibidache im Dirigieren kundig. Er leitete das Orchester des Festival Albert Roussel, das Ensemble Joseph Jongen, die Solistes de Brno, das Philharmonische Kammerorchester von Tschechien, das Philharmonische Orchester Mihail Jora usw.
Seine doppelte Ausbildung als Schauspieler und Sänger gestattet es ihm, sich auf französischen und ausländischen Bühnen in einem vielseitigen Repertoire zu produzieren, das sowohl Opern als auch Kammermusik sowie Operetten aber auch musikalische und dichterische Rezitale umfasst.
Des Weiteren schrieb er die Biografien von Albert Roussel, Sergei Rachmaninow, René de Castéra (vom „Salon du Livre“ in Hossegor prämiert), Émile Goué. Er war Gastdozent an mehreren Universitäten im pazifischen Raum und in Nordamerika (Melbourne, Monash, La Trobe, Wollongong, Wellington, Hawaii, Sherbrooke, Montréal, New York …).
Verschiedene Komponisten schrieben Werke für ihn: Isabelle Aboulker, Edwin Carr, Françoise Choveaux, Maryse Collache, Harry Cox, Houston Dunleavy, Alain Féron, Jean-Jacques Flament, Wally Karveno, Max Pinchard, Jean-Christophe Rosaz, Horia Surianu, Peter Tahourdin, Robert Trumble, Felix Werder und Jacques Chailley. Damien Top nahm insbesondere bei B.N.L. und R.C.P. mehrere Zyklen von Jules Massenet sowie Romanzen von Edmond de Coussemaker und Melodien von Émile Goué und Claude Guillon-Verne auf.

## Auszeichnungen
- Preis der „Fondation Charles Oulmont - Fondation de France“.

## Diskografie
- Jules Massenet: Poème d'avril, Poème du Souvenir, Poème d'hiver, Expressions Lyriques BNL 1992
- Von Appel: Il triompho della musica, Naxos 2001
- Edmond de Coussemaker: Romances et chansons, RCP 2003
- Émile Goué: mélodies, SyPr 2006
- Albert Roussel: mélodies, Azur 2010
- Claude Guillon-Verne: mélodies, Azur 2010
- Émile Goué: mélodies avec quatuor, Azur 2010